# Strotarchus piscatorius
Strotarchus piscatorius là một loài nhện trong họ Miturgidae.
Loài này thuộc chi Strotarchus. Strotarchus piscatorius được Nicholas Marcellus Hentz miêu tả năm 1847.